# Krummnußbaum
Krummnußbaum (vor 1960 Krumnußbaum) ist eine Marktgemeinde mit 1686 Einwohnern (Stand 1. Jänner 2024) im Bezirk Melk in Niederösterreich.
Zur Unterscheidung von der am gegenüberliegenden Donauufer liegenden Ortschaft Krummnußbaum an der Donauuferbahn wird die Marktgemeinde gelegentlich als Krummnußbaum an der Westbahn bezeichnet.

## Geografie
Krummnußbaum liegt am südlichen Donauufer zwischen Ybbs an der Donau und Pöchlarn im Mostviertel in Niederösterreich. Die Fläche der Marktgemeinde umfasst 10,07 km². 29,53 Prozent der Fläche sind bewaldet.

### Gemeindegliederung
Das Gemeindegebiet umfasst folgende sechs Ortschaften (in Klammern Einwohnerzahl Stand 1. Jänner 2024):
- Annastift (95)
- Diedersdorf (59)
- Holzern (30)
- Krummnußbaum (1341)
- Neustift (102)
- Wallenbach (59)

Die Gemeinde besteht aus den Katastralgemeinden Diedersdorf und Krumnußbaum.

### Nachbargemeinden
| Persenbeug-Gottsdorf | Marbach                                     |          |
| Ybbs                 | Kompassrose, die auf Nachbargemeinden zeigt | Pöchlarn |
| Bergland             | Erlauf                                      | Golling  |

## Geschichte
Im Altertum war das Gebiet Teil der Provinz Noricum.
Die etymologische Wurzel zu „Krummnußbaum“ lautet „beim krumm gewachsenen Nussbaum.“ Der Ortsname leitet sich ab von den krummen Nussbäumen, die damals bei den Fischerhütten an der Donau standen. Diese Stelle diente besonders in der Nord-Süd-Verbindung als markanter Wegweiser für alle, die die Donau überqueren mussten.
Dass die Gegend um und von Krummnußbaum ein altes Siedlungsgebiet ist, das beweist ein steinernes Sichelmesser aus der Jungsteinzeit, das 1964 in Annastift gefunden wurde. Den Römern dürfte die Lage des Marktes damals zur Verteidigung ihrer Nordgrenze gepasst haben, denn ein Wachturm soll auf der „Burgstalleiten“, vorgelagert dem römischen Standlager Arelape in Pöchlarn gestanden sein. Denn Reste sind auf der „Burgstalleiten“ erkennbar, doch das Alter lässt sich aufgrund der Art der Anlage nicht endgültig bestimmen, da ähnliche Befestigungsanlagen sowohl urgeschichtlich als auch frühgeschichtlich auftreten. Bereits zur ersten Jahrtausendwende wurde das heutige Gemeindegebiet wirtschaftlich genutzt, viele alte Flurbezeichnungen sind in der bäuerlichen Bevölkerung noch erhalten geblieben.
Das Schloss Krummnußbaum wird 1427 erstmals erwähnt. Damals gehörte es den Herren von Losenstein. Nach wechselnden Besitzern im Lauf der Jahrhunderte wurde es im Zweiten Weltkrieg verwüstet und gelangte 1955 in Privatbesitz. Wegen Baufälligkeit wurde der Nordwestflügel abgetragen. Der Rest wurde saniert und ist heute wieder bewohnt.

### Einwohnerentwicklung
| Krummnußbaum: Einwohnerzahlen von 1869 bis 2024     | Krummnußbaum: Einwohnerzahlen von 1869 bis 2024 | Krummnußbaum: Einwohnerzahlen von 1869 bis 2024 | Krummnußbaum: Einwohnerzahlen von 1869 bis 2024 | Krummnußbaum: Einwohnerzahlen von 1869 bis 2024 |
| --------------------------------------------------- | ----------------------------------------------- | ----------------------------------------------- | ----------------------------------------------- | ----------------------------------------------- |
| Jahr                                                |                                                 |                                                 |                                                 | Einwohner                                       |
| 1869                                                | 1869                                            |                                                 | 760                                             | 760                                             |
| 1880                                                | 1880                                            |                                                 | 751                                             | 751                                             |
| 1890                                                | 1890                                            |                                                 | 807                                             | 807                                             |
| 1900                                                | 1900                                            |                                                 | 981                                             | 981                                             |
| 1910                                                | 1910                                            |                                                 | 1.381                                           | 1.381                                           |
| 1923                                                | 1923                                            |                                                 | 1.218                                           | 1.218                                           |
| 1934                                                | 1934                                            |                                                 | 1.030                                           | 1.030                                           |
| 1939                                                | 1939                                            |                                                 | 1.091                                           | 1.091                                           |
| 1951                                                | 1951                                            |                                                 | 1.059                                           | 1.059                                           |
| 1961                                                | 1961                                            |                                                 | 1.127                                           | 1.127                                           |
| 1971                                                | 1971                                            |                                                 | 1.204                                           | 1.204                                           |
| 1981                                                | 1981                                            |                                                 | 1.234                                           | 1.234                                           |
| 1991                                                | 1991                                            |                                                 | 1.293                                           | 1.293                                           |
| 2001                                                | 2001                                            |                                                 | 1.347                                           | 1.347                                           |
| 2011                                                | 2011                                            |                                                 | 1.464                                           | 1.464                                           |
| 2021                                                | 2021                                            |                                                 | 1.568                                           | 1.568                                           |
| 2024                                                | 2024                                            |                                                 | 1.686                                           | 1.686                                           |
| Quelle(n): Statistik Austria, Gebietsstand 1.1.2021 |                                                 |                                                 |                                                 |                                                 |

## Kultur und Sehenswürdigkeiten
- Schloss Krummnußbaum[5]

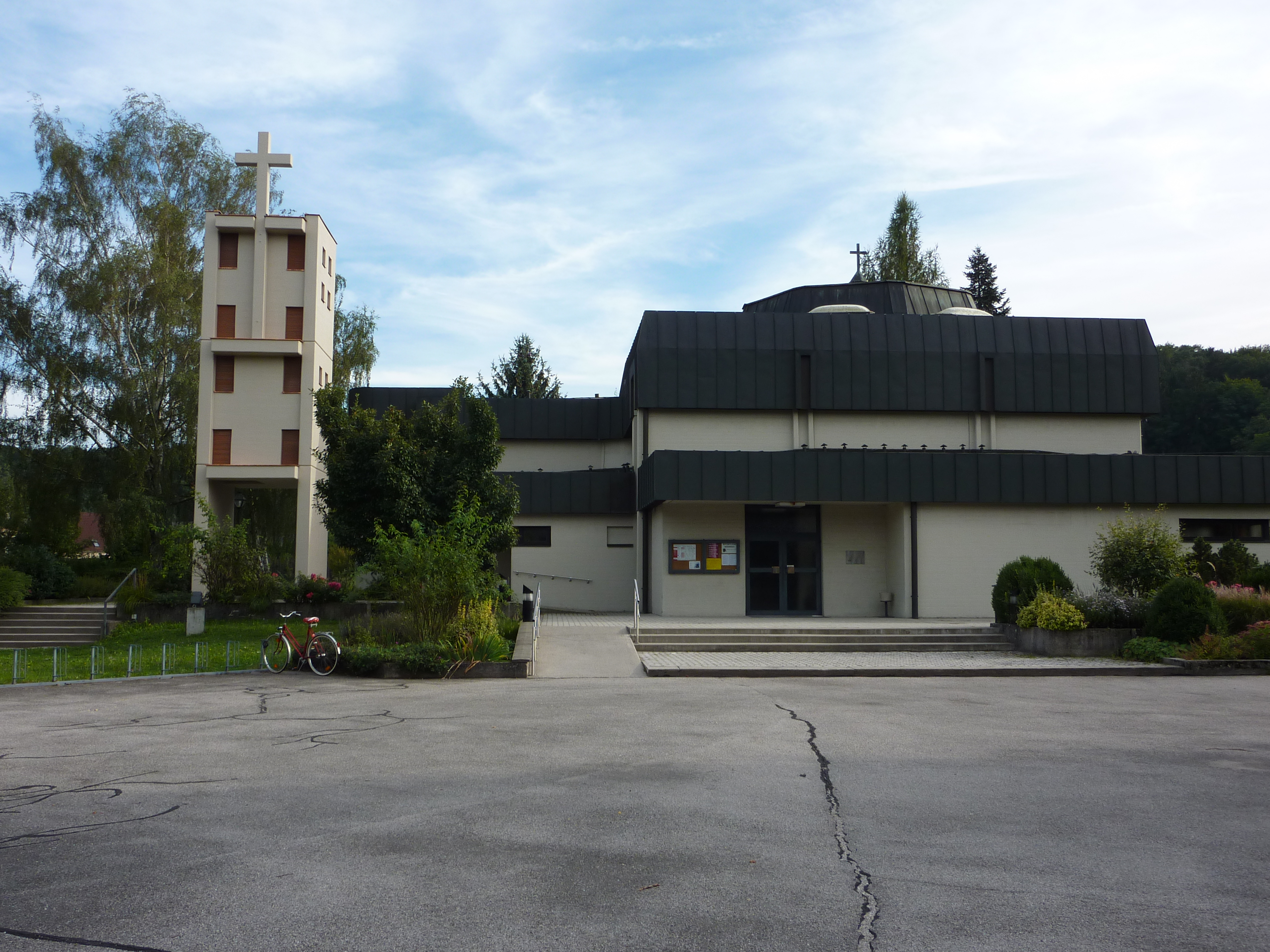
Pfarrkirche Krummnußbaum

- Katholische Pfarrkirche Krummnußbaum Mariä Empfängnis: Das Kirchengebäude ist ein Bau der Moderne aus Sichtbetonbau mit geteilten Nutzungen als Sakralraum und Mehrzweckraum.
- Filialkirche Holzern hl. Nikolaus

## Wirtschaft und Infrastruktur

### Wirtschaftssektoren
In den Jahren 1999 bis 2010 nahm die Anzahl der landwirtschaftlichen Betriebe von 34 auf 21 ab. Davon waren 21 Haupt- und 9 Nebenerwerbsbauern. Im Produktionssektor arbeiteten 139 Erwerbstätige im Bereich Warenherstellung, 56 in der Bauwirtschaft und 1 in der Energieversorgung. Die wichtigsten Arbeitgeber im Dienstleistungssektor waren die Bereiche soziale und öffentliche Dienste (70) und Verkehr (52 Mitarbeiter).
| Wirtschaftssektor            | Anzahl Betriebe | Anzahl Betriebe | Erwerbstätige | Erwerbstätige |
| Wirtschaftssektor            | 2011            | 2001            | 2011          | 2001          |
| ---------------------------- | --------------- | --------------- | ------------- | ------------- |
| Land- und Forstwirtschaft 1) | 21              | 34              | 25            | 28            |
| Produktion                   | 10              | 10              | 196           | 190           |
| Dienstleistung               | 52              | 31              | 170           | 129           |

1) Betriebe mit Fläche in den Jahren 2010 und 1999

### Öffentliche Einrichtungen
In der Gemeinde gibt es einen Kindergarten, eine Volksschule und eine Neue Mittelschule.

### Verkehr
Durch Krummnußbaum verläuft die Westbahn, wobei die Neubaustrecke das Gemeindegebiet größtenteils untertunnelt.

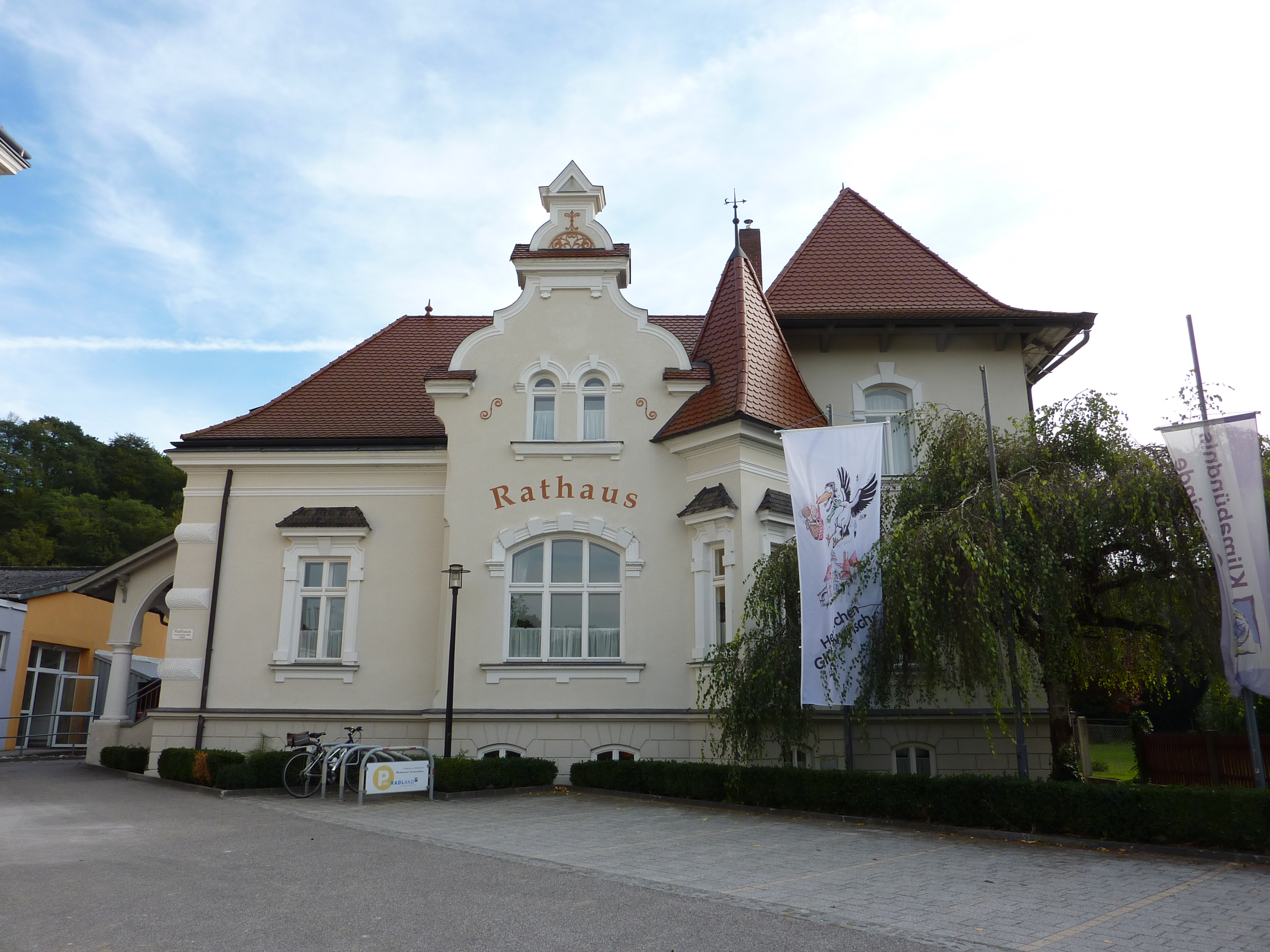
Rathaus

## Politik

### Gemeinderat
Der Gemeinderat hat 19 Mitglieder.
| - Mit den Gemeinderatswahlen in Niederösterreich 1990 hatte der Gemeinderat folgende Verteilung: 12 ÖVP und 7 SPÖ. - Mit den Gemeinderatswahlen in Niederösterreich 1995 hatte der Gemeinderat folgende Verteilung: 12 ÖVP und 7 SPÖ. - Mit den Gemeinderatswahlen in Niederösterreich 2000 hatte der Gemeinderat folgende Verteilung: 10 ÖVP, 8 SPÖ und 1 FPÖ. - Mit den Gemeinderatswahlen in Niederösterreich 2005 hatte der Gemeinderat folgende Verteilung: 9 ÖVP, 7 SPÖ und 3 Unabhängige Liste Manfred Nechwatal. - Mit den Gemeinderatswahlen in Niederösterreich 2010 hatte der Gemeinderat folgende Verteilung: 13 ÖVP und 6 SPÖ. - Mit den Gemeinderatswahlen in Niederösterreich 2015 hatte der Gemeinderat folgende Verteilung: 14 ÖVP und 5 SPÖ. - Mit den Gemeinderatswahlen in Niederösterreich 2020 hatte der Gemeinderat folgende Verteilung: 12 ÖVP und 7 SPÖ. - Mit den Gemeinderatswahlen in Niederösterreich 2025 hat der Gemeinderat folgende Verteilung: 11 ÖVP, 6 SPÖ und 2 FPÖ. | Die zur Anzeige dieser Grafik verwendete Erweiterung wurde dauerhaft deaktiviert. Wir arbeiten aktuell daran, diese und weitere betroffene Grafiken auf ein neues Format umzustellen. (Mehr dazu) |

### Bürgermeister
- bis 2010 Robert Rausch (ÖVP)
- seit 2010 Bernhard Kerndler (ÖVP).[18]

### Gemeindepartnerschaften
- seit September 1996 Ahnatal in Hessen, Deutschland.[19]

## Persönlichkeiten

### Söhne und Töchter der Gemeinde
- Eduard Fenzl (1808–1879), Botaniker
- Sepp Löwinger (1900–1990), Volksschauspieler und Komödiant

### Mit der Gemeinde verbundene Persönlichkeiten
- Anton Bayr (1927–2020), Politiker (ÖVP) und Bezirksschulinspektor